# 杜君慧 (主持人)
杜君慧（英語：Vaneese Tose，1982年—）是香港無線電視明珠台的生活品味節目《港生活‧港享受》（Dolce Vita）的節目主持人，之前曾於新城電台任職。

## 簡歷
杜君慧是杜黃韋娘（香港產品雙妹嚜老闆）與杜輝廉（百富勤投資創辦人之一，持有雙妹嚜母公司廣生行）的女兒。2004年，杜君慧獲其父好友甘國亮的推薦加入新城電台任職。如同一般加入電台的後輩，杜君慧入職時的「師傅」是鄭啟泰，並在他的節目擔任資料搜集員；而二人亦保持亦師亦友的關係，儘管期間曾於節目的拍擋鄭啟泰傳出緋聞。之後杜君慧隨同其母親一同出席香港名媛的社交場合。後來獲明珠台透請擔任新節目《港生活·港享受》的主持，但當時她已安排好離開香港到愛爾蘭學習烹飪，所以到半年後才開始擔任主持。